# Eurovíziós Táncverseny
Az Eurovíziós Táncverseny (angolul: Eurovision Dance Contest, franciául: Concours Eurovision de la danse) egy évente megtartott verseny az Európai Műsorsugárzók Uniójának aktív tagállamai között. A fesztivál keretében minden részt vevő ország táncokat nevez be, amit élő adásban előadnak, majd szavaznak a többi résztvevő által benevezett táncokra, hogy megtalálják a verseny legnépszerűbb táncát. Az országok az EBU-tag tévétársaságaikon keresztül szerepelnek (Magyarországon a MTVA tagja az EBU-nak), melyek feladata az országot képviselő táncosok és tánc kiválasztása. Magyarország még egyetlen alkalommal sem vett részt a versenyen.
A versenyt eddig mindössze kétszer rendezték meg, 2007-ben és 2008-ban. Mindkét alkalommal az Egyesült Királyság volt a házigazda. A harmadik táncversenyt 2009-ben tartották volna Azerbajdzsán fővárosában, Bakuban, de ismeretlen időpontra elhalasztották.

## Formátum
A résztvevő országok táncokat küldenek be, amit élő televíziós műsorban előadnak. A műsort az EBU az Eurovíziós Hálózaton keresztül egyszerre az összes országban közvetíti. Egy „ország”-ot, mint résztvevőt egy televíziós társaság képvisel az adott országból. A műsort az egyik részt vevő ország rendezi, és az adást a rendező város előadóterméből közvetítik. A műsor alatt, miután minden táncot előadtak, az országok leadják szavazataikat a többi ország előadásaira: a saját országra nem szabad szavazni. A műsor végén kikiáltják a győztesnek a legtöbb pontot elnyert táncot. Az Eurovíziós Dalfesztivállal ellentétben itt nem az előző évi győztes rendez, hanem pályázni kell a rendezés jogára, mint ahogy a Junior Eurovíziós Dalfesztiválon.

## Részvétel

Országok, melyek már legalább egyszer részt vettek a versenyen
Országok, melyek még egyetlen alkalommal sem vettek részt a versenyen
Országok, melyek jelezték részvételi szándékukat, de visszaléptek a verseny előtt

Alkalmas résztvevőknek az Európai Műsorsugárzók Uniójának aktív tagjai számítanak (a társult tagok nem vehetnek részt). Azok az aktív tagok, kiknek államai az Európai Sugárzási Területen (European Broadcasting Area) belülre esnek, vagy akik tagjai az Európa Tanácsnak. Az Európai Sugárzási Területet a Nemzetközi Telekommunikációs Unió (International Telecommunication Union) határozza meg.
Az aktív tagoknak olyan szervezetek számítanak, amelyek sugárzásai (elméletben) elérhetőek azon ország teljes lakosságának, ahol a központjuk van.
Eddig tizenhét ország szerepelt legalább egyszer. Ezek a következőek (az első részvétel éve szerint sorba rakva):
- 2007 –  Ausztria,  Dánia,  Egyesült Királyság,  Finnország,  Görögország,  Hollandia,  Írország,  Lengyelország,  Litvánia,  Németország,  Oroszország,  Portugália,  Spanyolország,  Svájc,  Svédország,  Ukrajna
- 2008 –  Azerbajdzsán

A harmadik versenyre debütálását tervezte:
- Fehéroroszország

Az Európai Műsorsugárzók Uniójának tagállamai, melyek még nem vettek részt a versenyen:
| - Albánia - Algéria - Andorra - Belgium - Bosznia-Hercegovina - Bulgária - Ciprus - Csehország - Egyiptom - Észtország - Fehéroroszország - Franciaország - Grúzia - Horvátország – majdnem részt vett 2007-ben, de visszalépett - Izland - Izrael - Jordánia - Lettország - Libanon - Líbia | - Luxemburg - Észak-Macedónia - Magyarország - Málta - Marokkó - Moldova - Monaco - Montenegró - Norvégia - Olaszország - Örményország - Románia - San Marino - Szerbia - Szlovákia - Szlovénia - Törökország - Tunézia - Vatikán |

## Az Eurovíziós Táncverseny győztesei

Az Eurovíziós Táncverseny győzteseit ábrázoló térkép. A színek a győzelmek számát jelölik.

| Év   | Ország        | Táncosok                         | Tánc(ok)                    |
| ---- | ------------- | -------------------------------- | --------------------------- |
| 2007 | Finnország    | Jussi Väänänen és Katja Koukkula | Rumba és Pasodoble          |
| 2008 | Lengyelország | Edyta Herbuś és Marcin Mroczek   | Rumba, Csacsacsa és Dzsessz |

## Fordítás
- Ez a szócikk részben vagy egészben  az   Eurovision Dance Contest című angol Wikipédia-szócikk fordításán alapul.  Az eredeti cikk szerkesztőit annak laptörténete sorolja fel. Ez a jelzés csupán a megfogalmazás eredetét és a szerzői jogokat jelzi, nem szolgál a cikkben szereplő információk forrásmegjelöléseként.

### Lásd még
- Eurovíziós Dalfesztivál
- Junior Eurovíziós Dalfesztivál
- Fiatal Zenészek Eurovíziója
- Fiatal Táncosok Eurovíziója